# Gran Premio del Úlster de Motociclismo de 1949
El Gran Premio del Úlster de 1949 (oficialmente Ulster Grand Prix) fue la quinta prueba del Campeonato del Mundo de Motociclismo de 1949. Tuvo lugar en la semana del 20 de agosto de 1949 en el Circuito de Clady en Clady (Irlanda del Norte).
La carrera de 500 cc fue ganada por Leslie Graham, seguido de Artie Bell y Nello Pagani. Con este resultado Graham se proclamaba vencedor en el campeonato. Freddie Frith ganó la última prueba de 350 cc consiguiendo ganar las 5 pruebas del campeonato, por delante de Charlie Salt y Reg Armstrong. La carrera de 250 cc fue ganada por Maurice Cann, Bruno Ruffo fue segundo y Ronald Mead tercero.

## Resultados

### Resultados 500cc
| Pos     | Piloto                | Constructor | Tiempo     | Puntos |
| ------- | --------------------- | ----------- | ---------- | ------ |
| 1       | Leslie Graham         | AJS         | 2:34:05.4  | 11     |
| 2       | Artie Bell            | Norton      | +1:39.0    | 8      |
| 3       | Nello Pagani          | Gilera      | +1:48.6    | 7      |
| 4       | Bill Doran            | AJS         | +2:56.1    | 6      |
| 5       | Jock West             | AJS         | +6:15.6    | 5      |
| 6       | Rex McCandless        | Norton      | +14:41.6   |        |
| 7       | Harry Turner          | Norton      | +1 vuelta  |        |
| 8       | James Scott           | Triumph     | +1 vuelta  |        |
| 9       | Edward Nicholls       | Triumph     | +1 vuelta  |        |
| 10      | Ernie Callaghan       | Triumph     | +2 vueltas |        |
| Ret     | Arciso Artesiani      | Gilera      | Ret        |        |
| Ret     | Jack Bailey           | Triumph     | Ret        |        |
| Ret     | Carlo Bandirola       | Gilera      | Ret        |        |
| Ret     | James William Beevers | Norton      | Ret        |        |
| Ret     | Bruno Bertacchini     | Moto Guzzi  | Ret        |        |
| Ret     | Wilf Billington       | Norton      | Ret        |        |
| Ret     | Gerard Carter         | Norton      | Ret        |        |
| Ret     | Antonio dalle Fusine  | Gilera      | Ret        |        |
| Ret     | Roland Dumon          | Moto Guzzi  | Ret        |        |
| Ret     | Harold Daniell        | Norton      | Ret        |        |
| Ret     | Robert Foster         | Moto Guzzi  | Ret        |        |
| Ret     | Billy Graham          | Norton      | Ret        |        |
| Ret     | Johnny Lockett        | Norton      | Ret        |        |
| Ret     | Reginald McDonald     | Triumph     | Ret        |        |
| Ret     | George Morrisson      | Norton      | Ret        |        |
| Ret     | Ashley Len Parry      | Norton      | Ret        |        |
| Ret     | Tom Wycherley         | Norton      | Ret        |        |
| Fuente: |                       |             |            |        |

### Resultados 350cc
| Pos     | Piloto           | Constructor | Tiempo    | Puntos |
| ------- | ---------------- | ----------- | --------- | ------ |
| 1       | Freddie Frith    | Velocette   | 2:24:34.8 | 11     |
| 2       | Charlie Salt     | Velocette   | +31.4     | 8      |
| 3       | Reg Armstrong    | AJS         | +39.6     | 7      |
| 4       | Eric McPherson   | AJS         | +44.8     | 6      |
| 5       | Frank Fry        | Velocette   | +49.6     | 5      |
| 6       | Dickie Dale      | AJS         | +50.6     |        |
| 7       | Harry Hinton     | Norton      | +51.6     |        |
| 8       | Louis Carter     | Norton      | +52.6     |        |
| 9       | Les Dear         | AJS         | +53.6     |        |
| 10      | Arthur Wheeler   | Velocette   | +54.6     |        |
| 11      | Cyrill Stevens   | AJS         |           |        |
| 12      | Bob Matthews     | Velocette   |           |        |
| 13      | Charlie Gray     | AJS         |           |        |
| 14      | Johnny Hodgkin   | AJS         |           |        |
| 15      | Syl Anderton     | AJS         |           |        |
| 16      | George Patterson | AJS         |           |        |
| 17      | Syd Barnett      | AJS         |           |        |
| 18      | Jimmy Hayes      | AJS         |           |        |
| 19      | Humphrey Ranson  | AJS         |           |        |
| 20      | Cliff Carr       | Velocette   |           |        |
| 21      | Joe Glazebrook   | AJS         |           |        |
| Fuente: |                  |             |           |        |

### Resultados 250cc
| Pos     | Piloto           | Constructor | Tiempo    | Puntos |
| ------- | ---------------- | ----------- | --------- | ------ |
| 1       | Maurice Cann     | Moto Guzzi  | 2:40'24.9 | 11     |
| 2       | Bruno Ruffo      | Moto Guzzi  |           | 8      |
| 3       | Ronald Mead      | Norton      |           | 7      |
| 4       | George Reeve     | Rudge       |           | 6      |
| 5       | Douglas Beasley  | Excelsior   |           | 5      |
| 6       | Roland Pike      | Rudge       |           |        |
| 7       | Chris Tattersall | CTS         |           |        |
| Fuente: |                  |             |           |        |